# Pseudis cardosoi
Espèce
Statut de conservation UICN

 LC  : Préoccupation mineure
Pseudis cardosoi est une espèce d'amphibiens de la famille des Hylidae.

## Répartition
Cette espèce est endémique du Brésil. Elle se rencontre entre 800 et 1 200 m d'altitude dans la Serra Geral dans les États du Rio Grande do Sul et de Santa Catarina,.

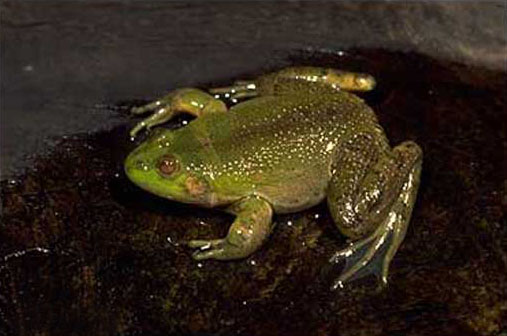
Pseudis cardosoi

## Étymologie
Cette espèce est nommée en l'honneur d'Adão José Cardoso.

## Publication originale
- Kwet, 2000 : The genus Pseudis (Anura: Pseudidae) in Rio Grande do Sul, southern Brazil, with description of a new species. Amphibia-Reptilia, vol. 21, no 1, p. 39-55.